# 台86線

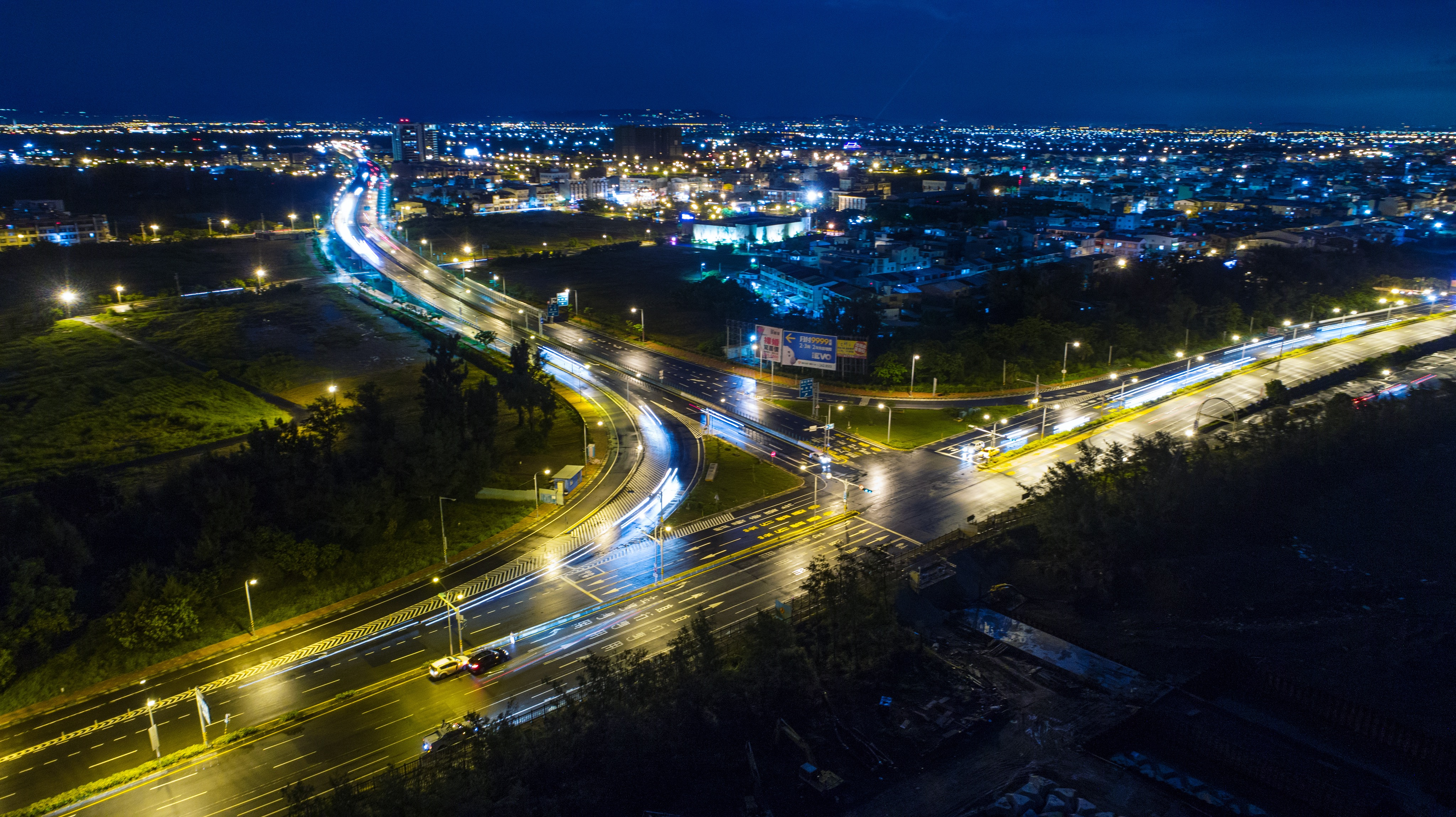
臺南端夜景

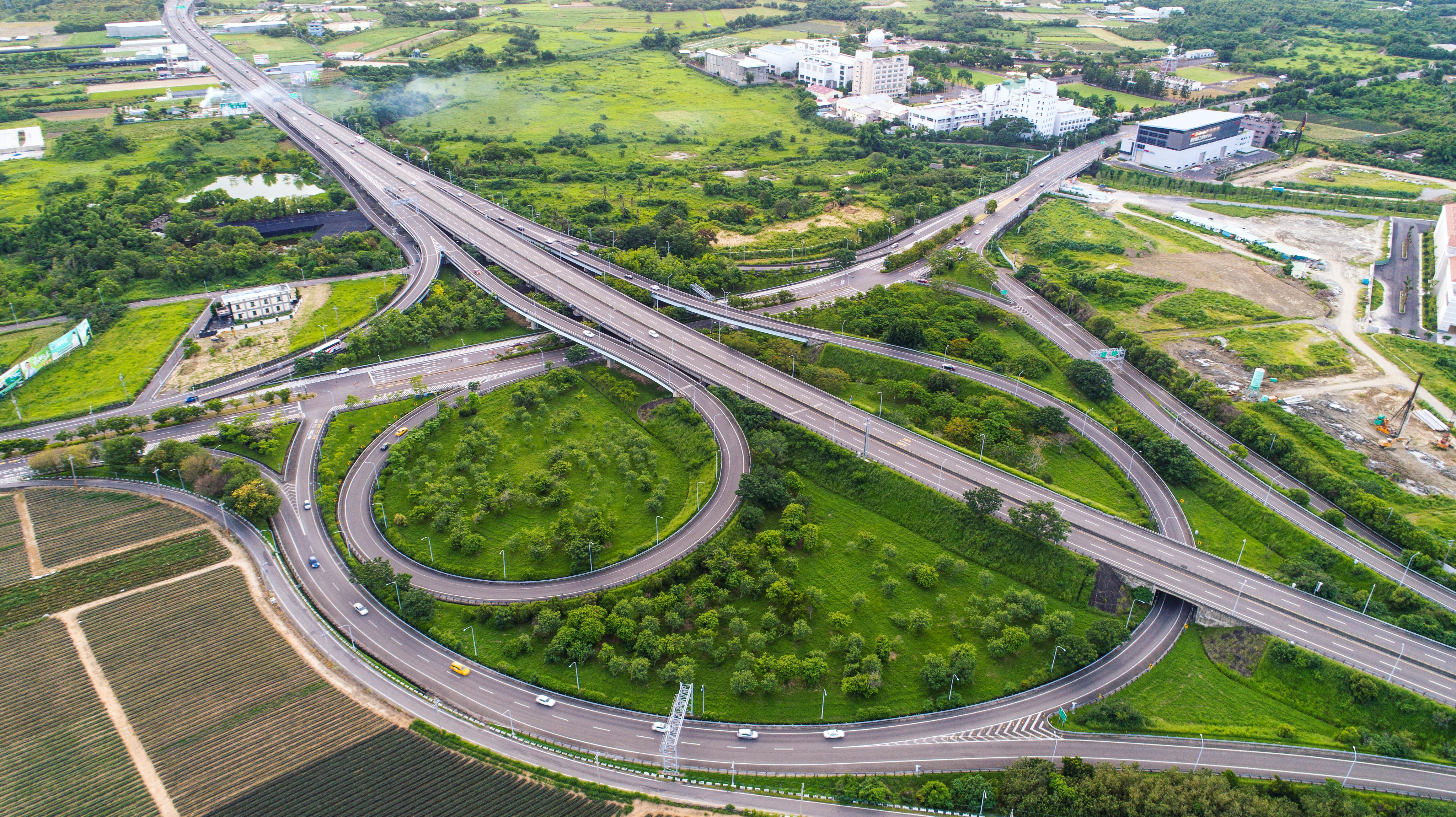
大潭交流道

台86線（東西向快速公路——臺南關廟線），是臺灣位於臺南市南部之東西向省道快速公路，西起南區灣裡銜接台17線，東至關廟區銜接國道三號，全長20公里。

## 概述
台86線西起臺南市南區台17線路口起，往東經過仁德區台1線，並與國道一號仁德系統交流道交會，再經歸仁區、關廟區，最後止於國道三號關廟交流道。此線連結臺南機場、高鐵臺南站、與安平港聯外道路，是臺南市南部的重要路網。全路段除了歸仁交流道至台19甲線平交路口路段外，其餘路段皆為封閉式快速公路。
而除8.7公里處國道一號仁德系統交流道出口匝道及18.9公里處台19甲路口至20.0公里處國道三號關廟交流道出口路段外，其餘路段開放汽缸總排氣量逾250c.c.之大型重型機車行駛。
另外配合高鐵臺南站特定區周邊發展導致交通量大增，為改善進入高鐵站交通動線，於大潭交流道東向出口增闢往高鐵特定區匝道，並將高發二路往北延伸至增闢匝道路口，長度約1.16公里，寬度7.2公尺，已於2020年10月開工，2022年5月20日完工通車。

## 交流道
| 台86線路線設施里程一覽表                                   |      |                  |                               |                        |                  |                                                        |                                                              |                                 |
| 標誌                                                       | 里程 | 名稱             | 順樁預告                      | 逆樁預告               | 形式             | 通車日                                                 | 銜接道路 →聯絡地區                                           |                                 |
|                                                            | 0    | 喜樹             |                               |                        | 未定             | 遠期規劃中                                             | 西部濱海快速公路                                             | 西部濱海快速公路                |
| 0                                                          | 0.0  | 台南端           | 公路起點                      | 茄萣 安平 快速公路終點 | 直接式           | 2013年12月15日                                         | 台17線（13濱南路） · →南區喜樹＆灣裡、安平區、茄萣區、安平港 |                                 |
|                                                            | 0.1  | 明興路           | 喜樹 灣裡 明興路 快速公路起點 | （僅東向出口）         | 匝道             | 2013年12月15日                                         | 側車道⇒灣裡路、台17甲線（17明興路） · →南區喜樹＆灣裡        |                                 |
| 2                                                          | 2.0  | 灣裡             | 台南                          | 台南 永成路            | 簡易鑽石型       | 2010年12月16日                                         | 永成路一段 →南區灣裡                                         |                                 |
| 5                                                          | 5.3  | 台南             | 台南 航空站 湖內              | 湖內 台南 航空站       | 雙葉型           | 1999年12月30日                                         | 台1線（二仁路） · →南區、仁德區保安、湖內區、臺南機場        |                                 |
| 8                                                          | 8.7  | 仁德系統         | 仁德 路竹                     | 路竹 仁德              | 雙葉型           | 2004年5月18日                                          | 中山高速公路                                                 |                                 |
| 10                                                         | 10.3 | 上崙             | 歸仁 仁德                     | 仁德 歸仁              | 分離式簡易鑽石型 | 1999年12月30日                                         | 德崙路⇒南151線 · →仁德區上崙、歸仁區六甲                     |                                 |
| 11                                                         | 11.8 | 大潭             | 歸仁 高鐵站 大潭 武東         | 大潭 武東 高鐵站 歸仁  | 複合型           | 1999年12月30日 （銜接） 2022年5月20日 （銜接高發二路） | 南351線、高發二路 · →歸仁區武東＆大潭、高鐵臺南站            |                                 |
| 16                                                         | 16.9 | 歸仁             | 歸仁 關廟 快速公路終點        | 歸仁 快速公路起點      | 分離式鑽石型     | 1999年12月30日                                         | 市道182號 · →歸仁區歸仁市區、關廟區                          |                                 |
| 此處有交通號誌                                             | 17.4 | 台19甲線平交路口 | 新化 阿蓮                     | 關廟 新化              | 平交路口         | 1999年12月30日 （平交路口） 預計2029年 （立體化）      | 台19甲線 · →關廟區、新化區                                   |                                 |
| 20                                                         | 20   | 關廟             | 新化 田寮 公路終點            | 公路起點               | 喇叭型           | 1999年12月30日                                         | 福爾摩沙高速公路                                             |                                 |
| 22.0k～35.8k 關廟～內門端規劃中，預計2033年通車。          |      |                  |                               |                        |                  |                                                        |                                                              |                                 |
|                                                            | 22.0 | 關廟             |                               |                        | 半套鑽石型       | 預計2033年                                             | 湯山大道 →關廟區                                             | 湯山大道 →關廟區                |
|                                                            | 24.3 | 龍崎平交路口     |                               |                        | 平交路口         | 預計2033年                                             | 市道182號 · →龍崎區崎頂                                      | 市道182號 · →龍崎區崎頂         |
| 龍崎～龍船預計改善市道182號並升級為省道，與市道182號共線。 |      |                  |                               |                        |                  |                                                        |                                                              |                                 |
|                                                            | 30.1 | 龍船平交路口     |                               |                        | 平交路口         | 預計2033年                                             | 市道182號 · →龍崎區龍船                                      | 市道182號 · →龍崎區龍船         |
|                                                            | 35.8 | 內門端           |                               |                        | 直接式           | 預計2033年                                             | 台3線 · →內門區、旗山區、南化區                              | 台3線 · →內門區、旗山區、南化區 |

## 車道數及速限
| 路段                   | 車道數 | 車道數 | 車道數 | 速限（km/h） | 速限（km/h） | 備註     |
| 路段                   | 東行   | 西行   | 雙向   | 東行         | 西行         | 備註     |
| ---------------------- | ------ | ------ | ------ | ------------ | ------------ | -------- |
| 臺南端～0.4K           | 2      | 2      | 4      |              |              |          |
| 0.4K～歸仁交流道       | 2      | 2      | 4      |              |              |          |
| 歸仁交流道～關廟交流道 | 2      | 2      | 4      |              |              |          |
| 關廟交流道～內門端     | 未知   | 未知   | 未知   | 未知         | 未知         | [ 註 3 ] |

## 後續計畫
- 由西至東排列

### 國道七號銜接台86線
國道七號二期路網自仁武系統交流道往北延伸，行經高雄市阿蓮區西側，跨越二仁溪，於沙崙農場沿南157線路廊，五甲路口轉至西北銜接台86線

### 高架化延伸銜接國道3號系統交流道
台86線與台19甲線平交路口立體化：台86線與台19甲線交會後連接國道三號關廟交流道，該處原與其他路段規劃相同，就是高架施工，但到了關廟段卻因當年「政壇有力人士介入」，最後變更為平面道路。
交通部公路總局人員表示，台86線由內政部營建署規劃，地方的意見會轉交相關單位參考。
2018年6月28日公路總局舉行台86線與台19甲線路口改善可行性評估會議。
2021年9月立法院質詢交通部報告，省道改善計畫，台86線主線跨越台19甲線，併同關廟系統交流道往東延伸。
台86線高架化延伸跨越台19甲線以系統交流道銜接國道三號計畫，西起台86線17K+650，東迄砲校20米聯外道路東側，全長約2250公尺，總建設經費71.82億元，已於2022年8月19日獲中央審查通過，預計計畫核定後7年可以完工。

### 東延台三線計畫
台86線向東延伸至台3線，計畫新闢銜接182線東西兩段道路共約10.1公里，並改善182線提升為省道，長度5.8公里，合計16公里，總經費約111億元，已於2021年經行政院核定，預計2026年完成設計及用地取得，2033年完工。屆時可縮短臺南關廟、高雄內門路段旅行距離，大約減少20分鐘，有助於旗山地區與臺南市中心區間快捷聯繫。
- 新闢省道西段：國道3號關廟交流道往東延伸銜接市道182線龍崎區公所，長度4.312公里。

- 182線改善共線段：龍崎區公所至龍船（五間），長度5.8公里。

- 新闢省道東段：市道182線五間至台3線，全長5.784公里。

台86線向東延伸案，可提升觀光效益促進地方經濟發展外，國防部關廟湯山砲校營區新建完成後，這條路廊也具備國防輸送及救災的重要性。
台86線向東延伸至台3線新闢及改善道路工程可行性評估於2019年11月28日獲得國家發展委員會同意，於2020年12月10日獲行政院正式核定，公共建設專案計畫編列辦理繼續推動綜合規劃、環境影響評估等工作。

### 東延六龜評估案
因受限丘陵地形的阻隔，旗山地區與臺南交通往來不便捷，地方爭取延伸龍崎、內門、杉林等地，目前僅依賴市道182號及台3線為主，缺乏快速便捷的道路系統。公路總局乃辦理「台86線快速公路向東延伸至龍崎、內門、杉林、旗山、美濃及六龜等地區委託初步可行性評估工作」，第六方案經費最省較適合推動。但評估後未達投資效益且與國道十號經高樹到六龜新威延伸計畫有競合關係，只能擇一推動。
目前僅於公聽會階段，已提出六條建議路線。第一條與第二條路線相近，都走市道182號、內門、旗山、杉林至六龜文武廟，第三與第四條走旗南公路、杉林或美濃至六龜新寮，第五條走田寮、崇德、旗南公路、旗山、杉林，第六條路線走崇德、旗山、美濃至六龜新寮。以第六案經費最省，可行性較高。但因地方人士擔心公路總局同步進行國道十號延伸案與台86線延伸計畫有排擠關係而就停止，要求終點設在旗山圓潭，縮短路線以節省興建經費。
台86線延伸案所列計畫建議路線總長度28.513公里經費約313億，延伸至台29線旗山圓潭，遠期計畫台86線延伸到六龜新寮與國道十號延伸線交會（新威大橋附近），經費約550億。
先延伸台86線到圓潭的優點：
- 從圓潭台29線向北輕鬆到達杉林、甲仙、那瑪夏山區；向東接市道181號可達美濃、六龜、茂林等觀光區；向南沿河道可接國道十號。假日可幫國道一號與國道三號分流，避免國道擁塞，一舉數得。
- 對旗山、美濃、內門、杉林等旗美九區而言，從圓潭到臺南才有“捷徑”的效果，可減少經國道十號往南，繞路到國道3號再至臺南以北的區域，也是節能減碳最好的路線。
- 圓潭有幾百公頃的臺糖土地可供使用。無徵地的抗爭，建設阻礙少。
- 可有效減少假日上下國道十號旗山端塞車狀況（欲往臺南以北地區的車輛可來此繞路）。

## 災情
- 2016年2月6日發生的高雄美濃地震，造成台86線24號橋東向橋面位移，臺南市政府因此宣佈自17時進行預警性封閉，6月1日通車。[10][11][12]

## 相關資訊
- 興建單位：交通部公路局（後續延伸計畫）
- 維護單位：交通部公路局
- 管理單位：臺南市政府警察局

## 外部連結
- 公路總局（页面存档备份，存于）